# DocBook
DocBook是一种用于技术文件的语义标记语言。它本来是設計用來编写有关计算机硬件和软件的技术文件，但它可以用于任何其它类型的文件。 
作为一个语义语言， DocBook让使用者能建立自定義的樣式文件，使其能將內容轉為不同格式，例如HTML、XHTML、EPUB、PDF、手冊頁、Web help、Microsoft 的HTML Help檔案……等等，不需要使用者對原文件做任何修改。換句話說，一份DocBook格式的文件能簡單的移植成其他格式。它解決了寫一次使用XML標籤格式化的問題。

## 概览
DocBook是一种XML。在其最新版本（ 5.0 ） ， DocBook的语言被正式定义为由RELAX NG Schema集成Schematron规则。（也有W3C XML schema+ Schematron和文档类型定义（DTD）的schema版本可用，但这些被认为是非标准。） 
作为一个语义语言， DocBook文件没有说明其内容“看起来像”，而是意义上的那些内容。例如，不是抽象的解释如何为一篇文章做可视化格式的摘要， DocBook只是说，在特定部分是一个摘要。它是一个外部处理工具或应用程序来决定在一页上的摘要应该和它看起来应该像什么。 （实际上，决定是否应该包括在最终输出中。） 
DocBook提供了大量的语义元素标记。它们分为三大类：结构，块级和内联。

## 範例
```
 
<?xml version="1.0" encoding="UTF-8"?>

 
<book
 
xml:id=
"simple_book"
 
xmlns=
"http://docbook.org/ns/docbook"
 
version=
"5.0"
>

   
<title>
Very
 
simple
 
book
</title>

   
<chapter
 
xml:id=
"chapter_1"
>

     
<title>
Chapter
 
1
</title>

     
<para>
Hello
 
world!
</para>

     
<para>
I
 
hope
 
that
 
your
 
day
 
is
 
proceeding
 
<emphasis>
splendidly
</emphasis>
!
</para>

   
</chapter>

   
<chapter
 
xml:id=
"chapter_2"
>

     
<title>
Chapter
 
2
</title>

     
<para>
Hello
 
again,
 
world!
</para>

   
</chapter>

 
</book>

```